# کاونسل هیل (اکلاهما)
کاونسل هیل(به انگلیسی: Council Hill) شهری در ایالت اکلاهما کشور ایالات متحده آمریکا است که جمعیت آن در سرشماری سال ۲۰۱۰ میلادی، ۱۵۸ نفر بوده‌است.